# Floyd Cramer
Floyd Cramer (27. oktober 1933 – 31. december 1997) var en amerikansk pianist. Han regnes for en af hovedkræfterne bag den såkaldte "Nashville Sound" og gjorde 'slip note'-spillestilen populær, – det er den måde at spille klaver på, hvor den ene node nærmest uden ophold glider sammen med den næste, i slående modsætning til den måde at spille på, hvor pianoets tangenter slåes kraftigt, og som ellers var populær i slutningen af 1950'erne.
Floyd Cramer blev født i Shreveport, Louisiana, men voksede op i den lille by Huttig i Arkansas. Her lærte han sig selv at spille klaver. Efter skoletiden vendte han tilbage til Shreveport, hvor han fik job som pianist for det berømte radioshow, Louisiana Hayride. Her akkompagnerede han bl.a. Hank Williams og Elvis Presley.

## Biografi
I 1953 fik han sin pladedebut. Hans første single var "Dancin' Diane" med "Little Brown Jug" på B-siden, udgivet på det lokale pladeselskab, Abbott. Herefter turnerede han med et fremstormende talent, som senere fik kolossal betydning for udviklingen af hans eget talent og for hans fremtidige karriere, nemlig Elvis Presley. Han spillede ofte sammen med The Blue Moon Boys, selv om han aldrig blev en del af denne gruppe.
I 1955 flyttede Floyd Cramer til Nashville på opfordring fra sin gode ven Chet Atkins. I Nashville var der god brug for klaverspillende studiemusikere, eftersom countrymusikken var i stærk fremgang. Snart havde han alt det arbejde, han overhovedet kunne overkomme, og han blev hurtigt en af de travleste studiemusikere i hele pladeindustrien. Han akkompagnerede stjerner som Elvis Presley, Brenda Lee, Patsy Cline, Jim Reeves, Eddy Arnold, Roy Orbison og The Everly Brothers. Til eksempel var det Floyd Cramers klaverspil, der hørtes på Elvis Presleys første millionsælger, "Heartbreak Hotel". Til trods for hans fantastiske tangentarbejde på klaveret var Cramer stadigvæk stort set ukendt for alle andre end de, der havde deres gang i pladestudierne.
Floyd Cramer havde løbende udsendt plader i eget navn siden sin debut i 1953, men ikke før end i 1960 fik han sit første store hit med singlen "Last Date", og året efter med "On the Rebound", der begge fik høje placeringer på hitlisterne. Disse succeser efterfulgtes i 1962 af "San Antonio Rose".
Fra midten af 1960'erne var hans navn slået fast og han var etableret som en respekteret underholder med en række pladeudgivelser bag sig. Han turnerede med guitarvirtuosen Chet Atkins og saxofonspilleren Boots Randolph, begge var i øvrigt, ligesom Cramer, hyppigt anvendte som musikere for Elvis Presley.
Gennem årene fortsatte Cramer sin vekslende karriere, hvor han var studiemusiker for andre og derimellem udgav egne albums. Han udsendte omkring 50 albums. I Danmark blev han kendt for sin kendingsmelodi, "Hey Good Looking" (skrevet af Hank Williams), til Jørgen de Mylius' hitlisteprogram på P3, Top 20.
Floyd Cramer døde af lungekræft i 1997 i en alder af 64. Han er begravet på Spring Hill Cemetery i Nashville-forstaden Madison.

## Priser
I 2003 fik Floyd Cramer plads i både Country Music Hall of Fame og Rock and Roll Hall of Fame.
I 2008 blev Floyd Cramer posthumt indlemmet i Louisiana Music Hall of Fame.

## Andet
Floyd Cramers 1961-hit "On the Rebound" blev anvendt i 2009 i den Oscar-nominerede film An Education, som foregik i 1961 i England.

## Links
- CountryPolitan's biografi om Floyd Cramer Arkiveret 29. januar 2012 hos  Wayback Machine